# 8月29日 (旧暦)
旧暦8月29日は旧暦8月の29日目である。年によっては8月の最終日となる。六曜は赤口である。

## できごと
- 康平元年（ユリウス暦1058年9月19日） - 天喜より康平に改元
- 元徳元年（ユリウス暦1329年9月22日） - 疫病のため嘉暦より元徳に改元
- 宝永5年（グレゴリオ暦1708年10月12日） - イタリア人宣教師ジョバンニ・シドッチが屋久島に上陸。すぐに捕えられて江戸に送られ、訊問に当たった新井白石が『西洋紀聞』を著述

## 忌日
- 天正7年（グレゴリオ暦1579年9月19日） - 築山殿、徳川家康の正室（* 1542年）
- 天保6年（グレゴリオ暦1835年10月20日） - 田能村竹田、南画家（* 1777年）